# Peter Ofori-Quaye
Peter Ofori-Quaye (sinh ngày 21 tháng 3 năm 1980) là một cựu cầu thủ bóng đá người Ghana, chơi ở vị trí tiền đạo. Gần đây nhất anh chơi cho câu lạc bộ Ghana Bechem United cho đến khi anh được phát hành vào năm 2012. Anh có 32 lần khoác áo đội tuyển bóng đá quốc gia Ghana và chơi tại Cúp bóng đá châu Phi 2000.
Trong mùa giải 1997-98 trong một trận đấu vòng bảng cho UEFA Champions League, anh đã ghi bàn cho Olympiacos với Rosenborg vào ngày 1 tháng 10 năm 1997, khi anh 17 tuổi và 195 ngày, trở thành cầu thủ trẻ nhất ghi bàn trong lịch sử của cuộc thi. Kỷ lục tồn tại trong hai mươi hai năm, khi vào ngày 10 tháng 12 năm 2019, nó đã bị phá vỡ bởi Ansu Fati của FC Barcelona, sau đó 17 tuổi 40 ngày.